# Stenandra vadoni
Stenandra vadoni är en skalbaggsart som beskrevs av Reé Michel Quentin och Jean François Villiers 1972. Stenandra vadoni ingår i släktet Stenandra och familjen långhorningar.
Artens utbredningsområde är Madagaskar. Inga underarter finns listade i Catalogue of Life.